# Чемпіонат України з футболу 2020—2021: друга ліга
Друга ліга України з футболу 2020–2021 — 29-й сезон другої ліги, який проходив із 6 вересня 2020 року по 16 червня 2021 року.

## Регламент змагань
Команди розподілено на дві групи (А і Б) за територіальним принципом. Чемпіонат проводиться у два кола.
Команди, які посіли перше та друге місця в турнірних таблицях груп А і Б, переходять до першої ліги. Якщо клуб другої ліги відмовляється від підвищення у класі, право на це отримує команда, що посіла у підсумковій таблиці наступне місце.
Команди, які посіли останнє місце в турнірних таблицях груп А і Б, вибувають зі змагань ПФЛ.
Чемпіон та срібний призер другої ліги визначиться у матчі на нейтральному полі між командами, які посіли перші місця в турнірних таблицях груп А і Б. Бронзовими призерами стануть обидві команди, які посіли другі місця у своїх групах.
У випадку, якщо декілька команд набрали однакову кількість очок, місця у турнірній таблиці визначаються за такими критеріями:
1. Більша кількість набраних очок в особистих зустрічах між цими командами.
2. Краща різниця забитих і пропущених м’ячів в особистих зустрічах.
3. Більша кількість забитих м’ячів в особистих зустрічах.
4. Краща різниця забитих і пропущених м’ячів в усіх матчах.
5. Більша кількість забитих м’ячів в усіх матчах.

## Учасники
За підсумками попереднього чемпіонату команди «Нива» Т, «ВПК-Агро», «Полісся», «Кристал», «Верес» та «Альянс» здобули путівки до першої ліги, а команди «Авангард-2» та «Чорноморець-2» втратили професіональний статус.
З першої ліги до другої ліги опустилися команди МФК «Металург», «Черкащина» та «Балкани». Поповнили другу лігу «Волинь-2», «Дніпро», «Епіцентр», «Карпати» Г, «Карпати» Л, «Метал», «Перемога», «Рубікон», ФК «Чернігів», «Яруд».
Перед початком сезону команда «Гірник» змінила назву на «Кривбас», команда «Оболонь-Бровар-2» — на «Оболонь-2».
Перед початком сезону команда ФК «Калуш» знялася зі змагань, але була виключена зі складу учасників змагань ПФЛ лише 17 грудня 2020 року згідно з рішенням Ради ліг.
Склад учасників:
| Команда              | Населений пункт                                             | Стадіон | Місткість стадіону | Місце в попер. ч-ті   |
| Група А              | Група А                                                     | Група А | Група А            | Група А               |
| -------------------- | ----------------------------------------------------------- | --- | ------------------ | --------------------- |
| «Буковина»           | Чернівці                                                    | «Буковина» «Олімпія» | 12 000 800         | 8                     |
| «Волинь-2»           | Луцьк                                                       | «Підшипник» «Авангард»                                                                                                   | 1000 12 080        | —                     |
| «Діназ»              | Вишгород                                                    | «Діназ» (с. Демидів) Центральний ім. Михайла Бруквенка (смт Макарів) НТБ «Динамо» в Конча-Заспі (критий манеж) (м. Київ) | 500 3100 500       | 4                     |
| «Епіцентр»           | Дунаївці                                                    | «Колос» «Скіф» (м. Львів) «Юність» (м. Волочиськ)                                                                        | 2500 3742 2700     | —                     |
| «Карпати»            | Галич                                                       | «Енергетик» (м. Бурштин) «Сокіл» (тренувальне поле) (м. Львів) «Україна» (м. Львів)                                      | 4000 500 28 051    | —                     |
| «Карпати»            | Львів                                                       | «Україна» «Сокіл» (тренувальне поле)                                                                                     | 27 925 500         | 12 (Прем’єр-ліга)     |
| «Нива»               | Вінниця                                                     | Центральний міський «Нива»                                                                                               | 24 000 3282        | 9                     |
| «Оболонь-2»          | Буча                                                        | «Ювілейний» НТБ «Оболонь»                                                                                                | 1028 150           | 11                    |
| «Поділля»            | Хмельницький                                                | «Поділля» НТБ «Рух» (м. Винники)                                                                                         | 6800 0             | 6                     |
| «Рубікон»            | Київ                                                        | «Княжа-Арена» (с. Щасливе) СТБ «Арсенал» (с. Щасливе)                                                                    | 1000 500           | —                     |
| ФК «Ужгород»         | Ужгород                                                     | «Авангард» | 12 000             | 10                    |
| «Чайка»              | село Петропавлівська Борщагівка Києво-Святошинського району | Центральний ім. Михайла Бруквенка (смт Макарів) СТБ «Арсенал» (с. Щасливе)                                               | 3100 500           | 7                     |
| ФК «Чернігів»        | Чернігів                                                    | «Чернігів-Арена» «Чемпіон» (м. Ірпінь) «Лівий берег» (ур. Млиново) (Київ)                                                | 500 1000 1500      | —                     |
| Група Б              |                                                             | |                    |                       |
| «Балкани»            | село Зоря Білгород-Дністровського району                    | ім. Бориса Тропанця СОК «Люстдорф» (м. Одеса) «Іван» (м. Одеса) ім. Костянтина Любчика (с. Маяки)                        | 1854 500 1200 200  | 14 (перша ліга, форс) |
| «Дніпро»             | Черкаси                                                     | «Черкаси Арена» «Зоря» (с. Білозір'я) Шахти «Жовтнева» (м. Кривий Ріг)                                                   | 10 321 1000 2500   | —                     |
| «Енергія»            | Нова Каховка                                                | «Енергія» | 4000               | 5                     |
| «Кривбас»            | Кривий Ріг                                                  | Шахти «Жовтнева» | 2500               | 4                     |
| «Метал»              | Харків                                                      | «Сонячний» (с. Черкаська Лозова (Харків) «Металіст»                                                                      | 4924 40 003        | —                     |
| МФК «Металург»       | Запоріжжя                                                   | «Славутич-Арена» | 11 883             | 15 (перша ліга, стик) |
| МФК «Миколаїв-2»     | Миколаїв                                                    | «Парк Перемоги» | 5000               | 7                     |
| ФК «Нікополь»        | Нікополь                                                    | «Електрометалург» «Колос» (с. Чкалове)                                                                                   | 7200 1500          | 6                     |
| «Перемога»           | Дніпро                                                      | «Олімпійські резерви» «Металіст» (м. Харків)                                                                             | 300 40 003         | —                     |
| «Реал Фарма»         | Одеса                                                       | «Іван» | 1200               | 9                     |
| «Таврія-Сімферополь» | Сімферополь                                                 | «Мар'янівський» (с. Мар'янівка) «Енергія» (м. Нова Каховка) «Затис» (с. Горностаївка)                                    | 500 4000 1250      | 8                     |
| «Черкащина»          | Черкаси                                                     | «Зоря» (с. Білозір'я) | 1000               | 16 (перша ліга, стик) |
| «Яруд»               | Маріуполь                                                   | «Західний» «Азовець» СК «Іллічівець» (критий манеж)                                                                      | 3063 1660 5600     | —                     |

## Група А

### Турнірна таблиця
| М  | Команда       | І  | В  | Н | П  | РМ    | О  |
| -- | ------------- | -- | -- | - | -- | ----- | -- |
| 1  | «Поділля»     | 24 | 17 | 6 | 1  | 46−13 | 57 |
| 2  | ФК «Ужгород»  | 24 | 17 | 4 | 3  | 50−23 | 55 |
| 3  | «Діназ»       | 24 | 15 | 6 | 3  | 52−19 | 51 |
| 4  | «Епіцентр»    | 24 | 14 | 6 | 4  | 36−15 | 48 |
| 5  | «Карпати» Г   | 24 | 14 | 4 | 6  | 42−25 | 46 |
| 6  | «Нива»        | 24 | 10 | 3 | 11 | 38−38 | 33 |
| 7  | «Буковина»    | 24 | 9  | 5 | 10 | 27−31 | 32 |
| 8  | «Чайка»       | 24 | 6  | 7 | 11 | 26−32 | 25 |
| 9  | «Оболонь-2»   | 24 | 6  | 6 | 12 | 21−39 | 24 |
| 10 | ФК «Чернігів» | 24 | 5  | 6 | 13 | 19−33 | 21 |
| 11 | «Рубікон»     | 24 | 4  | 5 | 15 | 17−44 | 17 |
| 12 | «Волинь-2»    | 24 | 3  | 4 | 17 | 16−43 | 13 |
| 13 | «Карпати» Л   | 24 | 3  | 4 | 17 | 20−55 | 13 |

Позначення:

### Лідер за туром
Примітка: перенесені у зв'язку з пандемією COVID-19 матчі враховуються за датою, коли матч був зіграний, а не за датою, коли мав бути зіграний згідно календаря змагань

### Результати матчів
| Команда       | БУК | ВОЛ | ДІН | ЕПІ | КРГ | КРЛ | НИВ | ОБО | ПОД | РУБ | УЖГ | ЧАЙ | ЧРГ |
| ------------- | --- | --- | --- | --- | --- | --- | --- | --- | --- | --- | --- | --- | --- |
| «Буковина»    |     | 1:0 | 1:2 | 0:1 | 0:3 | 1:0 | 1:0 | 3:1 | 0:0 | 0:0 | 0:1 | 0:0 | 2:2 |
| «Волинь-2»    | 1:0 |     | 1:3 | 1:4 | 0:2 | 1:1 | 3:1 | 1:1 | 0:2 | 1:1 | 1:1 | 1:4 | 0:1 |
| «Діназ»       | 5:1 | 3:0 |     | 1:2 | 3:2 | 3:0 | 5:1 | 3:0 | 1:1 | 2:0 | 1:1 | 2:0 | 0:0 |
| «Епіцентр»    | 2:2 | 3:0 | 2:1 |     | 2:0 | 2:0 | 2:0 | 1:0 | 0:3 | 3:0 | 0:0 | 1:1 | 2:0 |
| «Карпати» Г   | 3:1 | 2:0 | 1:1 | 1:0 |     | 3:1 | 4:2 | 1:0 | 1:2 | 0:0 | 0:3 | 2:2 | 2:1 |
| «Карпати» Л   | 0:3 | 0:4 | 0:3 | 0:3 | 1:3 |     | 1:2 | 2:2 | 0:3 | 1:2 | 0:5 | 1:1 | 4:1 |
| «Нива»        | 1:2 | 3:0 | 0:0 | 1:0 | 1:1 | 4:2 |     | 1:3 | 1:2 | 2:1 | 4:1 | 3:1 | 2:0 |
| «Оболонь-2»   | 0:1 | 2:0 | 0:5 | 0:3 | 2:0 | 1:0 | 0:2 |     | 0:0 | 2:2 | 0:1 | 0:2 | 0:0 |
| «Поділля»     | 3:1 | 1:0 | 3:3 | 0:0 | 2:0 | 4:1 | 2:0 | 4:0 |     | 2:0 | 2:1 | 1:0 | 1:0 |
| «Рубікон»     | 1:3 | 1:0 | 0:1 | 1:1 | 0:2 | 0:3 | 0:3 | 1:2 | 1:4 |     | 1:4 | 1:3 | 0:2 |
| ФК «Ужгород»  | 3:2 | 3:0 | 2:1 | 2:0 | 0:3 | 3:0 | 2:1 | 4:2 | 3:1 | 2:1 |     | 3:0 | 1:1 |
| «Чайка»       | 0:1 | 2:1 | 0:1 | 1:1 | 0:3 | 1:1 | 3:1 | 1:2 | 0:0 | 1:2 | 1:2 |     | 2:0 |
| ФК «Чернігів» | 2:1 | 1:0 | 1:2 | 0:1 | 1:3 | 0:1 | 2:2 | 1:1 | 0:3 | 0:1 | 1:2 | 2:0 |     |

### Найкращі бомбардири
| № | Футболіст          | Команда      | Голи (пен.) |
| - | ------------------ | ------------ | ----------- |
| 1 | Адріан Пуканич     | ФК «Ужгород» | 13          |
| 2 | Руслан Івашко      | «Епіцентр»   | 12 (4)      |
| 3 | Василь Палагнюк    | «Буковина»   | 11 (1)      |
| 4 | Роман Лебедь       | «Карпати» Г  | 10 (5)      |
| 5 | Євгеній Чепурненко | «Діназ»      | 9 (2)       |

### Хет-трики
| Гравець      | Клуб        | Суперник | Результат | Дата             | Джерело |
| ------------ | ----------- | -------- | --------- | ---------------- | ------- |
| Ярослав Деда | «Карпати» Г | «Нива»   | 4:2       | 7 листопада 2020 | [ 38 ]  |

Примітки:

## Група Б

### Турнірна таблиця
| М  | Команда              | І  | В  | Н | П  | РМ    | О  |
| -- | -------------------- | -- | -- | - | -- | ----- | -- |
| 1  | «Метал»              | 22 | 20 | 2 | 0  | 65−5  | 62 |
| 2  | «Кривбас»            | 22 | 15 | 5 | 2  | 53−15 | 50 |
| 3  | МФК «Металург»       | 22 | 13 | 4 | 5  | 42−20 | 43 |
| 4  | «Таврія-Сімферополь» | 22 | 12 | 6 | 4  | 41−22 | 42 |
| 5  | «Енергія»            | 22 | 9  | 3 | 10 | 34−35 | 30 |
| 6  | «Яруд»               | 22 | 8  | 4 | 10 | 27−39 | 28 |
| 7  | «Дніпро»             | 22 | 7  | 6 | 9  | 17−34 | 27 |
| 8  | «Балкани»            | 22 | 6  | 5 | 11 | 20−28 | 23 |
| 9  | «Перемога»           | 22 | 5  | 8 | 9  | 21−29 | 23 |
| 10 | «Реал Фарма»         | 22 | 5  | 3 | 14 | 13−40 | 18 |
| 11 | ФК «Нікополь»        | 22 | 3  | 5 | 14 | 18−46 | 14 |
| 12 | МФК «Миколаїв-2»     | 22 | 1  | 5 | 16 | 13−51 | 8  |
| —  | «Черкащина»          | —  | —  | — | —  | —     | —  |

«Черкащина» виключена зі змагань згідно з рішенням КДК УАФ від 26 березня 2021 року, результати матчів за участю команди анульовані.
Позначення:

### Результати матчів
| Команда              | БАЛ | ДНІ | ЕНЕ | КРИ | МЕТ | МЛГ | МИК | НІК | ПЕР | РЕА | ТАВ | ЧРК | ЯРУ |
| -------------------- | --- | --- | --- | --- | --- | --- | --- | --- | --- | --- | --- | --- | --- |
| «Балкани»            |     | 0:1 | 1:0 | 1:1 | 1:3 | 0:2 | 4:0 | 0:0 | 2:1 | 3:0 | 0:2 |     | 3:1 |
| «Дніпро»             | 2:1 |     | 1:0 | 1:3 | 0:4 | 0:1 | 1:0 | 2:1 | 1:1 | 0:1 | 2:2 |     | 1:0 |
| «Енергія»            | 4:0 | 4:0 |     | 2:4 | 1:3 | 1:1 | 3:0 | 5:2 | 0:0 | 3:0 | 0:2 | 2:2 | 1:3 |
| «Кривбас»            | 1:0 | 1:0 | 5:0 |     | 0:0 | 2:0 | 1:1 | 6:1 | 1:0 | 6:0 | 5:0 |     | 5:1 |
| «Метал»              | 3:1 | 5:0 | 0:0 | 3:0 |     | 2:0 | 6:0 | 3:0 | 2:0 | 6:0 | 2:1 |     | 5:0 |
| МФК «Металург»       | 2:0 | 2:0 | 4:0 | 2:2 | 1:2 |     | 3:0 | 7:1 | 0:0 | 3:1 | 1:4 |     | 2:1 |
| МФК «Миколаїв-2»     | 1:1 | 1:2 | 1:2 | 0:4 | 0:2 | 0:1 |     | 1:1 | 3:4 | 0:0 | 0:3 |     | 0:1 |
| ФК «Нікополь»        | 0:1 | 0:0 | 3:0 | 1:2 | 0:2 | 0:3 | 0:1 |     | 1:1 | 0:0 | 0:2 |     | 2:4 |
| «Перемога»           | 0:0 | 1:1 | 0:1 | 1:0 | 0:4 | 1:3 | 3:1 | 1:2 |     | 2:0 | 1:1 | 1:1 | 3:0 |
| «Реал Фарма»         | 2:0 | 0:0 | 1:3 | 0:1 | 0:2 | 2:0 | 2:1 | 1:3 | 2:0 |     | 0:3 | 0:2 | 1:2 |
| «Таврія-Сімферополь» | 1:0 | 4:0 | 3:1 | 1:1 | 0:3 | 1:1 | 6:1 | 2:0 | 1:1 | 1:0 |     | 2:1 | 1:1 |
| «Черкащина»          | 2:1 | 0:0 |     | 1:1 |     |     | 2:0 | 2:0 |     |     |     |     | 1:0 |
| «Яруд»               | 1:1 | 2:2 | 1:3 | 0:2 | 0:3 | 0:3 | 1:1 | 2:0 | 3:0 | 1:0 | 2:0 |     |     |

«Черкащина» виключена зі змагань згідно з рішенням КДК УАФ від 26 березня 2021 року, результати матчів за участю команди анульовані.

### Найкращі бомбардири
| № | Футболіст         | Команда                                  | Голи (пен.) |
| - | ----------------- | ---------------------------------------- | ----------- |
| 1 | Олексій Бойко     | «Таврія-Сімферополь»                     | 10 (1)      |
| 2 | Едуард Сарапій    | МФК «Металург»                           | 10 (3)      |
| 3 | Костянтин Черній  | «Кривбас»                                | 10 (4)      |
| 4 | Євген Підлепенець | МФК «Металург» (3) / «Метал» (6)         | 9           |
| 5 | Віктор Берко      | «Кривбас»                                | 9 (2)       |
| 5 | Валерій Доля      | «Енергія» (6) / «Таврія-Сімферополь» (3) | 9 (2)       |
| 5 | Руслан Фомін      | «Метал»                                  | 9 (2)       |

### Хет-трики
| Гравець         | Клуб      | Суперник      | Результат | Дата            | Джерело |
| --------------- | --------- | ------------- | --------- | --------------- | ------- |
| Андрій Григорик | «Кривбас» | ФК «Нікополь» | 6:1       | 11 вересня 2020 | [ 39 ]  |
| 4 Віктор Берко  | «Кривбас» | «Реал Фарма»  | 6:0       | 27 березня 2021 | [ 40 ]  |

Примітки:
4
Футболіст забив 4 голи

== Матч за перше місце в другій лізі ==
Відповідно до регламенту змагань для визначення чемпіона України серед команд другої ліги проводиться матч між командами, що за підсумками чемпіонату посіли перші місця у групах А і Б.
| 16 червня 2021 17:00 +23 °C |

| «Метал»   | 1:0      | «Поділля» |
| --------- | -------- | --------- |
| Фомін 54' | Протокол |           |

| «Черкаси Арена», Черкаси Глядачів: 850 Арбітр: Софія Причина (Львівська область) |

| «Метал»:        |                 |                     |                 |       |
|                 |                 |                     |                 |       |
| ВР              | 1               | Данило Каневцев     |                 |       |
| ЗХ              | 22              | Сергій Люлька       |                 |       |
| ЗХ              | 2               | Олександр Мизюк     | 72', 81'        |       |
| ЗХ              | 30              | Папа Гує            | 46'             |       |
| ЗХ              | 24              | Віталій Федорів     | 40'             |       |
| ПЗ              | 34              | Володимир Танчик    | 76'             |       |
| ПЗ              | 6               | Андрій Ралюченко    |                 |       |
| ПЗ              | 14              | Антон Поступаленко  | 90'             |       |
| ПЗ              | 12              | Євген Підлепенець   | 64'             |       |
| ПЗ              | 10              | Жо                  | 90'             |       |
| НП              | 86              | Руслан Фомін        | 85'             |       |
| Заміни:         |                 |                     |                 |       |
| ВР              | 75              | Артур Денчук        |                 |       |
| ЗХ              | 23              | Микола Ярош         | 85'             |       |
| ПЗ              | 8               | Андрій Стрижак      | 90+2'           | 90+4' |
| ПЗ              | 21              | Максим Багачанський |                 |       |
| ПЗ              | 27              | Володимир Шопін     | 46'             |       |
| ПЗ              | 88              | Євгеній Рязанцев    | 90'             |       |
| НП              | 7               | Владислав Нехтій    | 64'             |       |
| НП              | 77              | Ігор Сікорський     |                 |       |
| Тренер:         |                 |                     |                 |       |
| Олександр Кучер | Олександр Кучер | Олександр Кучер     | Олександр Кучер | 90+4' |

| «Поділля»:       |    |                      |     |     |
|                  |    |                      |     |     |
| ВР               | 1  | Олег Чуваєв          |     |     |
| ЗХ               | 7  | Ян Морговський       |     |     |
| ЗХ               | 14 | Олександр Воловик    | 70' |     |
| ЗХ               | 32 | Олександр Пернацький |     |     |
| ЗХ               | 22 | Євген Корохов        |     |     |
| ПЗ               | 8  | Андрій Ліповуз       | 50' | 55' |
| ПЗ               | 2  | Дмитро Пріхна        |     |     |
| ПЗ               | 49 | Віталій Каверін      |     |     |
| ПЗ               | 88 | Володимир Савошко    | 61' |     |
| ПЗ               | 70 | Станіслав Мораренко  | 70' |     |
| НП               | 18 | Ігор Карпенко        | 70' |     |
| Заміни:          |    |                      |     |     |
| ВР               | 35 | Богдан Шухман        |     |     |
| ЗХ               | 4  | Едуард Матвєєнко     |     |     |
| ЗХ               | 5  | Артем Романюк        |     |     |
| ЗХ               | 25 | Олександр Жданов     |     |     |
| ПЗ               | 9  | Фаді Салбак          | 70' |     |
| ПЗ               | 11 | Ярослав Шпікула      |     |     |
| ПЗ               | 20 | Артем Панасенков     | 61' |     |
| ПЗ               | 27 | Олександр Цибульник  | 55' |     |
| ПЗ               | 44 | Роман Худік          |     |     |
| ПЗ               | 95 | Микола Павлюк        |     |     |
| НП               | 10 | Владислав Прильопа   | 70' |     |
| Тренер:          |    |                      |     |     |
| Віталій Костишин |    |                      |     |     |

| Чемпіон другої ліги України з футболу 2020/21 |
| --------------------------------------------- |
| «Метал» Вперше                                |